# Alois Prebeck
Alois Prebeck (* 15. Juni 1904 in Nieder-Walting, Bezirk Straubing; † unbekannt) war ein deutscher Jurist.

## Juristische Tätigkeiten
An der Universität München studierte er von 1928 bis 1932 das Fach der Rechtswissenschaften. Er erlangte die Promotion zum Dr. jur. Zum 1. Mai 1933 trat er der NSDAP bei (Mitgliedsnummer 2.661.082). Innerhalb der NSDAP nahm er Aufgaben als Blockleiter wahr. Mitglied der SA war er in den Jahren 1934 und 1935.
Im Jahre 1941 wurde er vom Landgericht Regensburg an das deutsche Landesgericht in Prag versetzt. In Prag verrichtete er seinen  Dienst im Rang eines Gerichtsassessors. Im Jahre 1942 wurde er zum Landgerichtsrat befördert.
Am Landgericht Prag war er als Staatsanwalt beim Sondergericht Prag tätig. Dort war er an mehreren Todesurteilen beteiligt. Nach dem Kriege versah er seinen Dienst als Amtsgerichtsrat am Amtsgericht in Amberg.
In der Tschechoslowakei wurde er nach dem Kriege als Kriegsverbrecher unter der Kennzeichnung Nr. A-38/85 gesucht.
International wurde er auf dem Alphabetic index of war criminals der United Nations War Crimes Commission aufgeführt.

## Urteile (Auswahl)
- Antonin Novotny aus Kosice (* 12. Januar 1902) und Josef Kolar aus Kosice (* 27. Mai 1909) wegen illegaler Hausschlachtung am 7. Juni 1943 zum Tode (Az.: 7 K Ls 131/43-III-846)

- Ladislav Pohanka aus Radonice (* 19. Februar 1911) wegen illegaler Schlachtung von Kleinvieh am 26. Februar 1944 zum Tode (Az.: 7 K Ls 246/43-II-1543/43)

- Ruzena Zichova aus Prag (* 10. März 1920) wegen Unterstützung eines aus Rassegründen verfolgten Bürgers zum Tode (Az.: 5 K Ls 184/44-III-1208/44)

- Der 28-jährige Koch Anton Kafka wurde in Prag bei einem Schwarzmarkthandel festgenommen. Er wehrte sich gegen die Festnahme, wobei er dem Polizisten mit der Faust ins Gesicht schlug. Der Polizist erlitt eine ein Zentimeter lange Risswunde, da er dabei von der Kette des Gefesselten getroffen wurde. Das Gericht legte auf Antrag des Staatsanwalts Prebeck diese Tatbestandsmerkmale als Delikt im Sinne der Gewaltverbrecherverordnung aus und verurteilte ihn zum Tode

## Referenzen
- Verbrecher in Richterroben, Prag 1960, S. 107
- Wolfgang Koppel, Ungesühnte Nazijustiz – Hundert Urteile klagen ihre Richter an, Karlsruhe 1960, S. 21